# Dominic Scott
Dominic Scott (Dublín; 15 de mayo de 1979) es el ex guitarrista irlandés, cantante de la banda Roundstone, y exmiembro de la banda británica Keane.

## Separación deKeane
Aparentemente la razón fueron las diferencias musicales con el otro letrista de la banda, Tim Rice-Oxley. Su salida fue, al parecer, bastante amistosa.
Keane colocó en su página un anuncio oficial el 14 de noviembre de 2001 que decía:
"Es triste para nosotros informarles que durante el pasado mes de julio, Dom, nuestro guitarrista, decidió dejarnos, para retomar sus estudios en la LSE. Le deseamos la mejor de las suertes, la partida de Dom nos da espacio para expandir nuestra música en nuevas direcciones. Y en las nuevas grabaciones se refleja una tendencia a la música más electrónica y ambiental que nos inspiró a empezar a escribir canciones. El sonido sigue siendo inconfundiblemente el de Keane —épico y profundo—. Pero a decir verdad alcanzamos un nuevo nivel de energía y buena vibra en las canciones."

## Roundstone
Luego de separarse de Keane, la banda británica quedó como trío y siguió su camino como grupo. Mientras tanto, Dominic Scott se estuvo inactivo en la música hasta el 2006 que fundó junto con Alistair Watson (bajo), Andrew Morgan (teclados), y Benjamin Salmon (batería) la banda Babygrand, que posteriormente cambió su nombre a Roundstone, de la cual él es el cantante y guitarrista principal. Se puede escuchar en la banda indicios del sonido inicial de Keane, por lo que se puede inferir el sonido que quería Dominic que Keane tuviera y las diferencias musicales con Tim Rice-Oxley, lo que ocasionaría su salida de la banda.
Roundstone lanzó su Primer Álbum de Estudio llamado "DNA Unwinding" y su primer EP llamado "Russian Winter".